# Pilosocereus nobilis
Pilosocereus nobilis là một loài thực vật có hoa trong họ Cactaceae. Loài này được (Haw.) Byles & G.D. Rowley miêu tả khoa học đầu tiên năm 1957.